# Francesco Redenti
Pour les articles homonymes, voir Redenti.
Francesco Redenti, à l'état civil Cesare Vienna, né à Correggio en 1820 et mort en 1876 à Turin, est un peintre et caricaturiste italien connu sous le nom de « caricaturiste des barricades ».

## Biographie

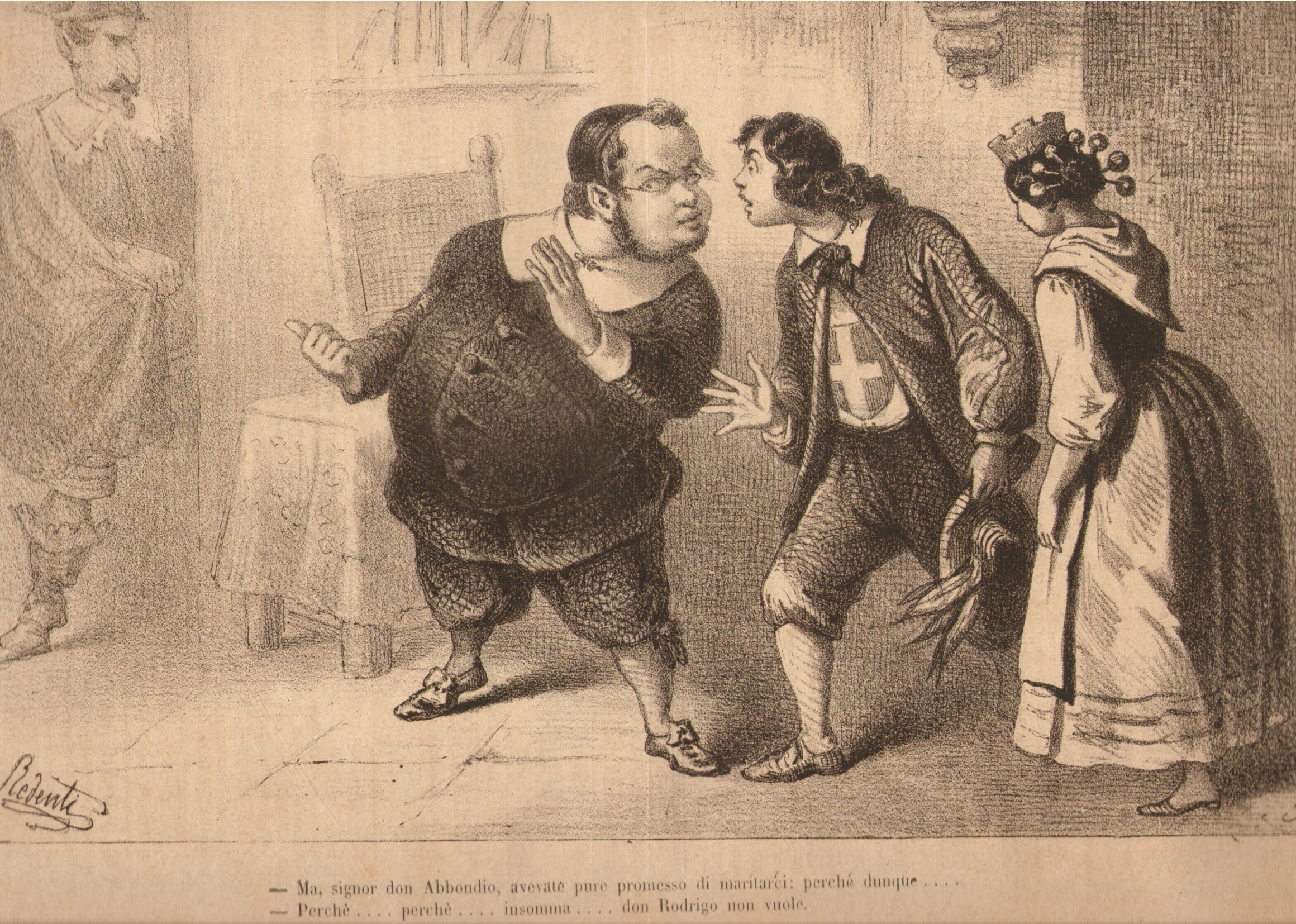
Caricature de Francesco Redenti de 1857.

Né en 1820 à Correggio, de parents juifs sous le nom de Cesare Vienna, il prend le nom de Francesco Saverio Luigi Redenti après s'être converti au catholicisme. En 1848, il participe aux cinq journées de Milan, au cours desquels il appose ses premières tables satiriques sur les murs de la ville : c'est pour cette raison qu'on l'appelle le « caricaturiste des barricades ». Après l'armistice Salasco, il est contraint de se réfugier à Turin, où il collabore avec le magazine satirique Il Fischietto (it), surtout avec des caricatures de Cavour et des dessins anti-autrichiens, ce qui lui cause divers problèmes de censure.
En 1855, il devient rédacteur en chef de la revue. Il est le créateur de l'édition française (imprimée à Turin), d'abord appelée Le Père Siffleur puis Le Sifflet. Il apporte également au Fischietto le jeune et brillant beau-frère Ippolito Virginio. Il collabore également avec la revue milanaise Il Pungolo et Il Buonumore, publiée à Turin en 1864-65. Il est aussi peintre ; le Museo il Correggio (it) dans sa ville natale abrite certaines de ses œuvres.
Francesco Redenti meurt en 1876 à Turin.